# Westminster (Londons tunnelbana)
Westminster är en tunnelbanestation i centrala London vid Westminsterpalatset samt Big Ben. Stationen är en knutpunkt för Circle line, District line samt Jubilee line och öppnade redan år 1868 där dagens Circle line samt District line trafikerar. 1999 tillkom Jubilee line med en station som har glasväggar längs perrongkanterna.

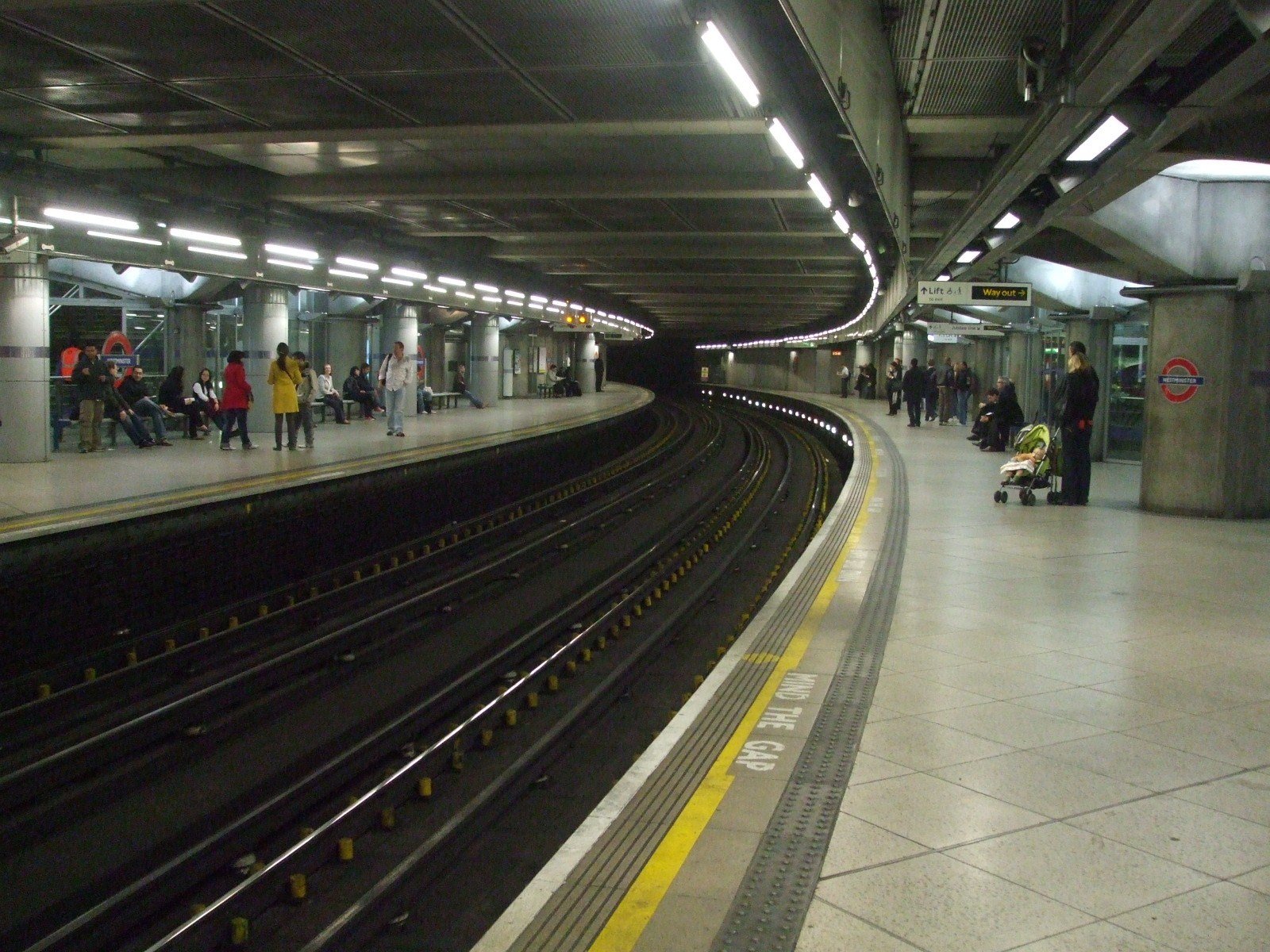
Circle line & District line.
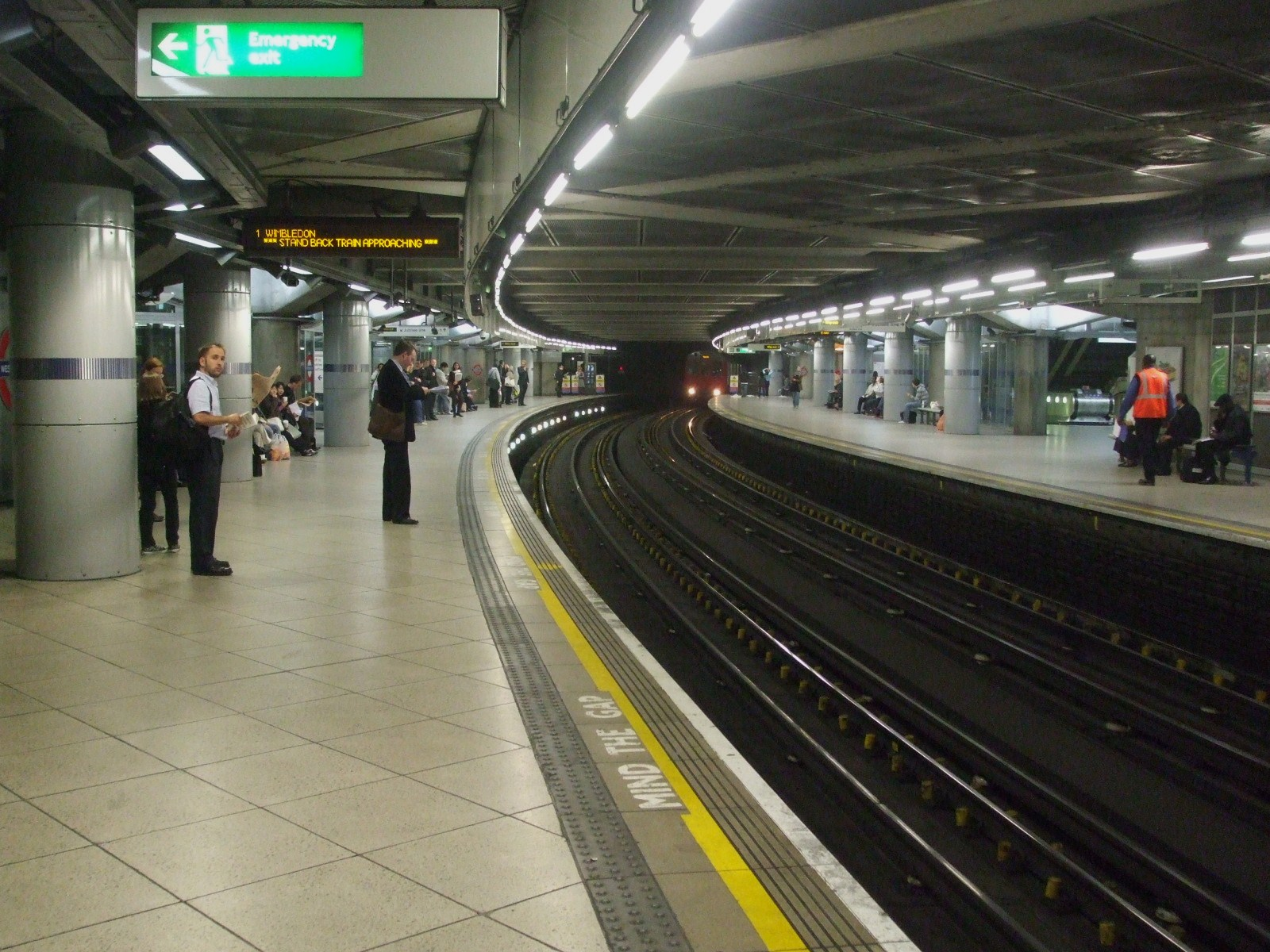
Circle line & District line.
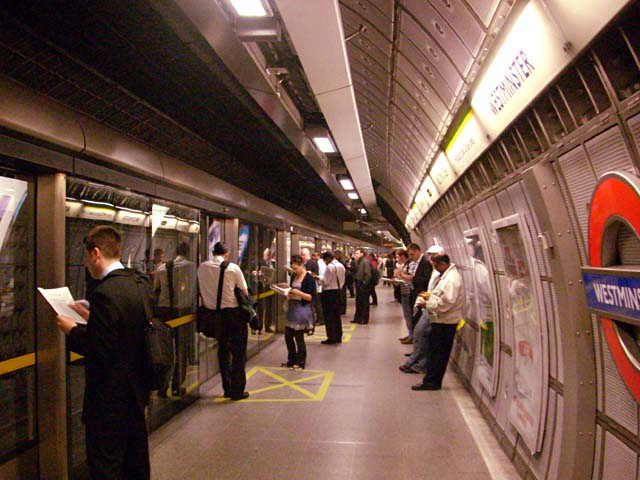
Jubilee line.
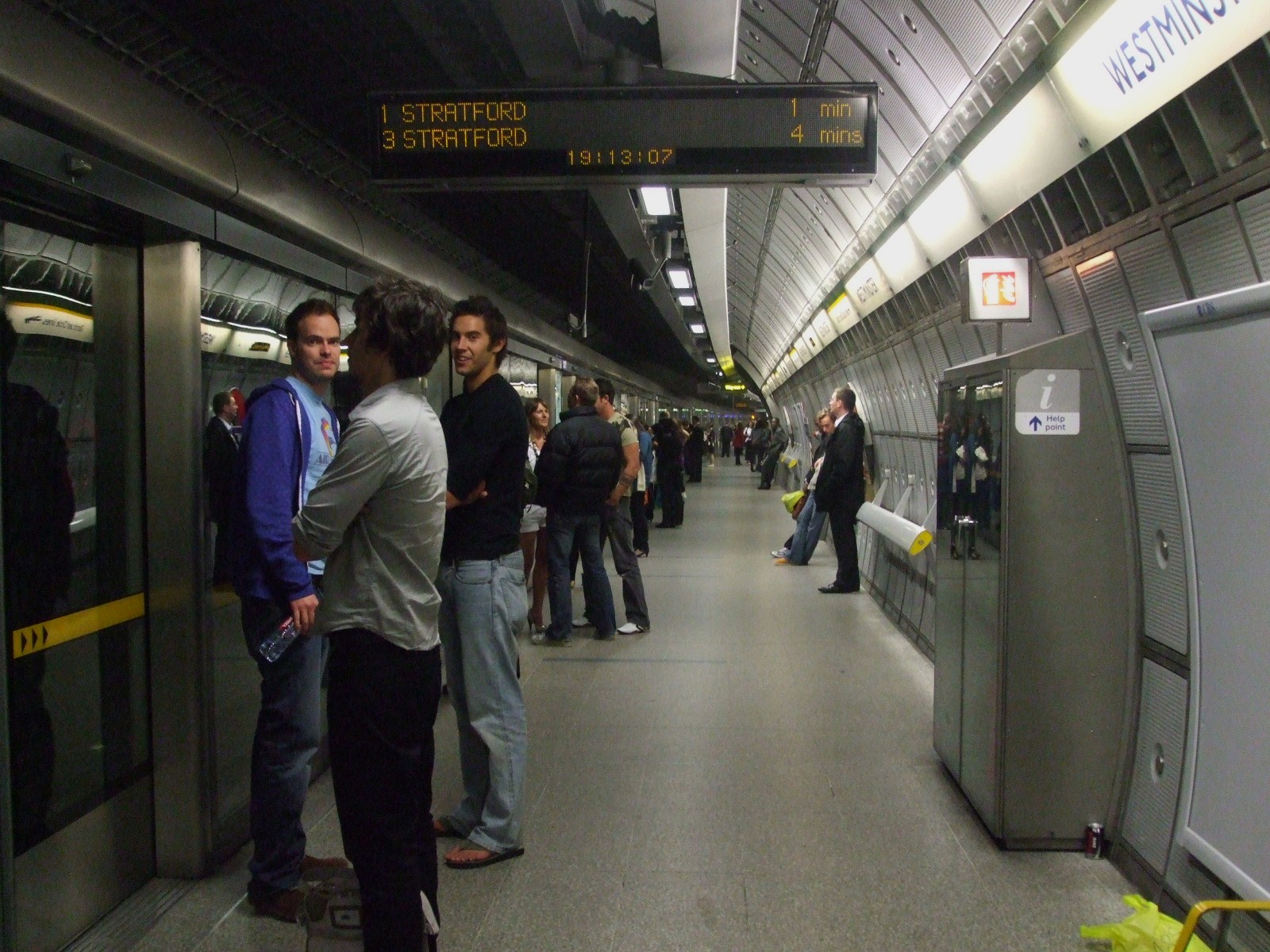
Jubilee line.
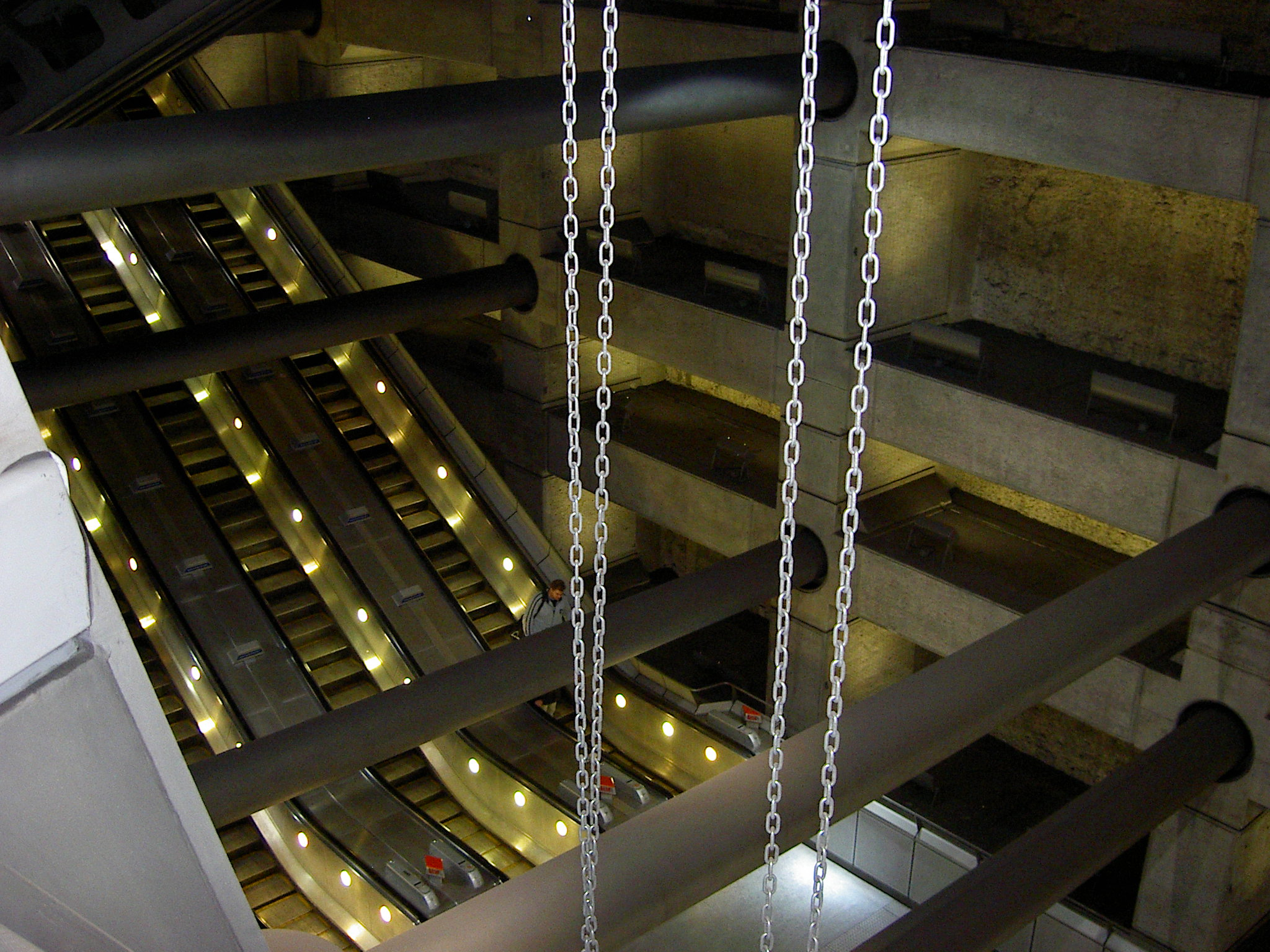
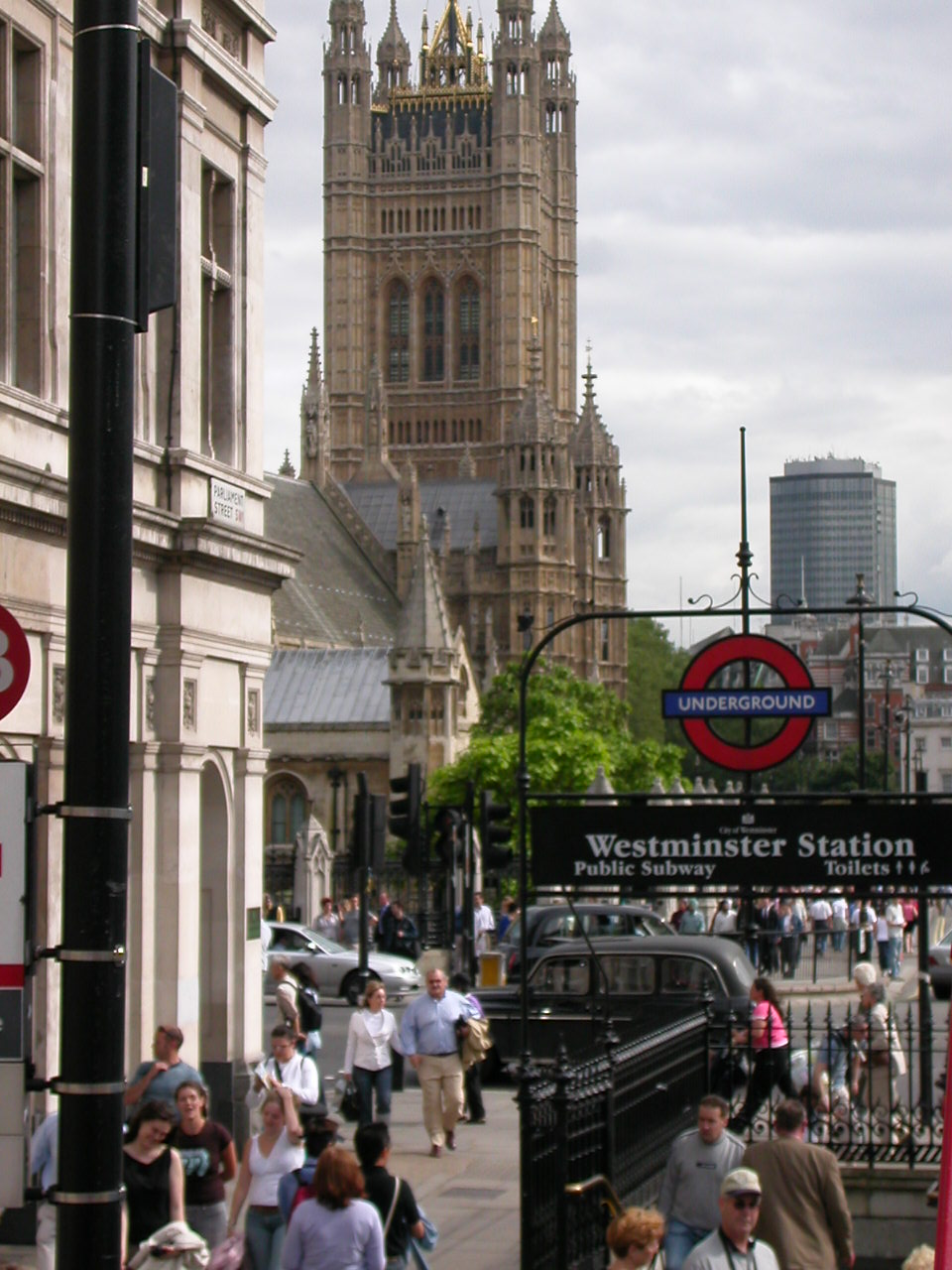
En av entréerna.